# سامانه آبی دوفازی
سیستم دوفازی آبی  (به انگلیسی Aqueous two phase system) یا به صورت خلاصه ATPS، یکی از روشهای استخراج است که در آن برخلاف فرایند استخراج مایع-مایع، هر دو فاز از آب تشکیل شده است. به‌طور کلی می‌توان سامانه آبی دوفازی را به دو دسته تقسیم کرد:
۱) سامانه آبی دوفازی پلیمر- پلیمر
۲) سامانه آبی دوفازی پلیمر- نمک
پرکاربردترین پلیمر در این سیستم پلی اتیلن گلیکول بوده و نمکهای متفاوتی همچون نمک‌های سولفات، کربنات و فسفات می‌توانند در ایجاد دو فاز به کار روند. در ابتدا سامانه آبی دوفازی برای جداسازی در سیستم‌های بیولوژیک استفاده شد ولی اخیراً برای جداسازی فلزات سنگین همچون جیوه و کبالت نیز مورد استفاده قرار گرفته است.